# Гомельский ликёро-водочный завод
ОАО "Гомельский ликёро-водочный завод «Радамир» (бел. ААТ «Гомельскі лікёра-гарэлачны завод „Радамір“») — белорусское предприятие по производству ликёро-водочных изделий, ректификованного спирта и другой продукции, расположенная в Новобелицком районе Гомеля.

## История
Завод возводит свою историю к Новобелицкому казённому складу, основанному в 1897 году. К 1920 году на предприятии было занято 14 человек, которые производили 1116 вёдер водки в год. К началу 1980-х годов завод был крупным производителем ликёро-водочных изделий и виноградных вин, в период антиалкогольной компании началось перепрофилирование в завод безалкогольных напитков. Оборудование для производства вина из привозных виноматериалов в этот период было распродано.
В 2002 году к заводу был присоединён комбинат пищевых продуктов «Полесье» в деревне Солтаново Речицкого района Гомельской области.
4 сентября 2013 года РУП «Гомельский ликёро-водочный завод» было преобразовано в ОАО «Гомельский ликёро-водочный завод „Радамир“».
С июля 2015 года предприятие ОАО "Гомельский ликеро-водочный завод «Радамир» входит в состав алкогольного холдинга «МИНСК КРИСТАЛЛ ГРУПП».

## Современное состояние
ОАО "Гомельский ликеро-водочный завод «Радамир» сегодня — современное высокомеханизированное общество с производственной мощностью более 1.4 млн декалитров в год.
С июля 2015 года ОАО "Гомельский ликеро-водочный завод «Радамир» входит в состав алкогольного холдинга «МИНСК КРИСТАЛЛ ГРУПП».
В июле 2015 года Президентом Республики Беларусь подписан Указ № 326 «О создании белорусского алкогольного холдинга». В состав холдинга входят 8 организаций концерна «Белгоспищепром». Управляющей компанией является ОАО «МИНСК КРИСТАЛЛ» — управляющая компания холдинга «МИНСК КРИСТАЛЛ ГРУПП».
ОАО "Гомельский ликеро-водочный завод «Радамир» имеет официального дистрибьютора на рынке Республики Беларусь — торговое унитарное предприятие "ТОРГОВАЯ КОМПАНИЯ «МИНСК КРИСТАЛЛ ТРЕЙД» (alcotrade.by). Благодаря торговой компании, занимающей лидерские позиции в алкогольной индустрии Беларуси, продукцию ОАО "Гомельский ликеро-водочный завод «Радамир» можно найти во всех торговых объектах страны. Кроме этого, торговая компания реализует алкогольную продукцию «Радамир» через собственную специализированную сеть фирменных магазинов «Минск Кристалл», которая включает в себя более 90 современных алкомаркетов.
В состав общества входят: спиртовой завод — филиал КПП «Полесье», сеть фирменных магазинов «Радамир».
Ассортимент представлен более чем 40 наименованиями продукции:
- Водки классические и особые
- Аперитив
- Бренди
- Бальзамы
- Напитки спиртные крепкие
- Настойки горькие
- Ликеры десертные
- Коньяки
- Вода питьевая

Ассортимент продукции, предлагаемый сегодня филиалом КПП «Полесье»:
- Спирт этиловый ректификованный из пищевого сырья «Люкс»
- Двуокись углеродная жидкая
- Концентрат квасного сусла
- Солод

Успешная производственная деятельность общества, прежде всего, связана с активным внедрением передовых технологий и обновлением производственного оборудования. Общество гарантирует неукоснительное следование рецептурам и сохранение строгой последовательности в процессе производства продукции.
Качество продукции по многим показателям не имеет себе равных. Они уникальны ещё и потому, что в производстве продукции удивительным образом сочетаются современные технологии и оригинальные рецептуры, основанные на бережно хранимых старинных традициях.
Сертификация продукции на международном уровне позволяет обществу активно развивать свой экспортный потенциал по поставкам в страны ближнего и дальнего зарубежья.
В условиях жесткой конкуренции продукция Гомельского ЛВЗ неизменно пользуется стабильно высоким спросом, что свидетельствует о её великолепном качестве и намерении общества осваивать новые рынки сбыта.